# Schloss Wasserburg (St. Pölten)
Das Schloss Wasserburg ist ein Barockschloss in Wasserburg, einem Ort im St. Pöltner Stadtteil Pottenbrunn.

## Geschichte

Schloss Wasserburg im Jahr 1825

Erste urkundliche Erwähnung fand das Schloss im Jahr 1185, als ein Dietmar von Wasserberg genannt wird. Ein weiterer wichtiger Vertreter aus diesem Geschlecht war zu Beginn des 13. Jahrhunderts Heinrich von Wasserberg, der Schwager des Minnesängers Ulrich von Liechtenstein. 1283 werden Otto von Haslau und Wulfing von Arnstein als Herren von Wasserburg erwähnt. Kurze Zeit später gelangte das Schloss durch Heirat in den Besitz der Puchberger.
1515 verkaufte Christoph von Toppel neben einigen anderen Besitzungen auch Wasserburg an Christoph von Zinzendorf. Fast 400 Jahre hindurch war Wasserburg der Familiensitz der Zinzendorf bzw. der Baudissin-Zinzendorf. Nach dem Tod Karls von Zinzendorf 1813 ging der Besitz an Heinrich August Graf von Baudissin, der Name und Wappen der Zinzendorf annahm.
1912 verkauften die Grafen Baudissin-Zinzendorf-Pottendorf den Besitz an Graf Heinrich Fünfkirchen. 1915 wurde im Schloss vorübergehend ein Erholungsheim für Soldaten errichtet. Im Jahre 1923 kaufte Carl Hugo Graf von Seilern und Aspang das Gut Wasserburg, das bis heute im Besitz der Familie ist.

## Heutige Nutzung
Teile des Schlosses sind von der Familie Seilern dauerhaft bewohnt, andere Teile können gemietet werden. Das Standesamt St. Pölten hält im Schloss auf Anfrage auch Trauungen ab.

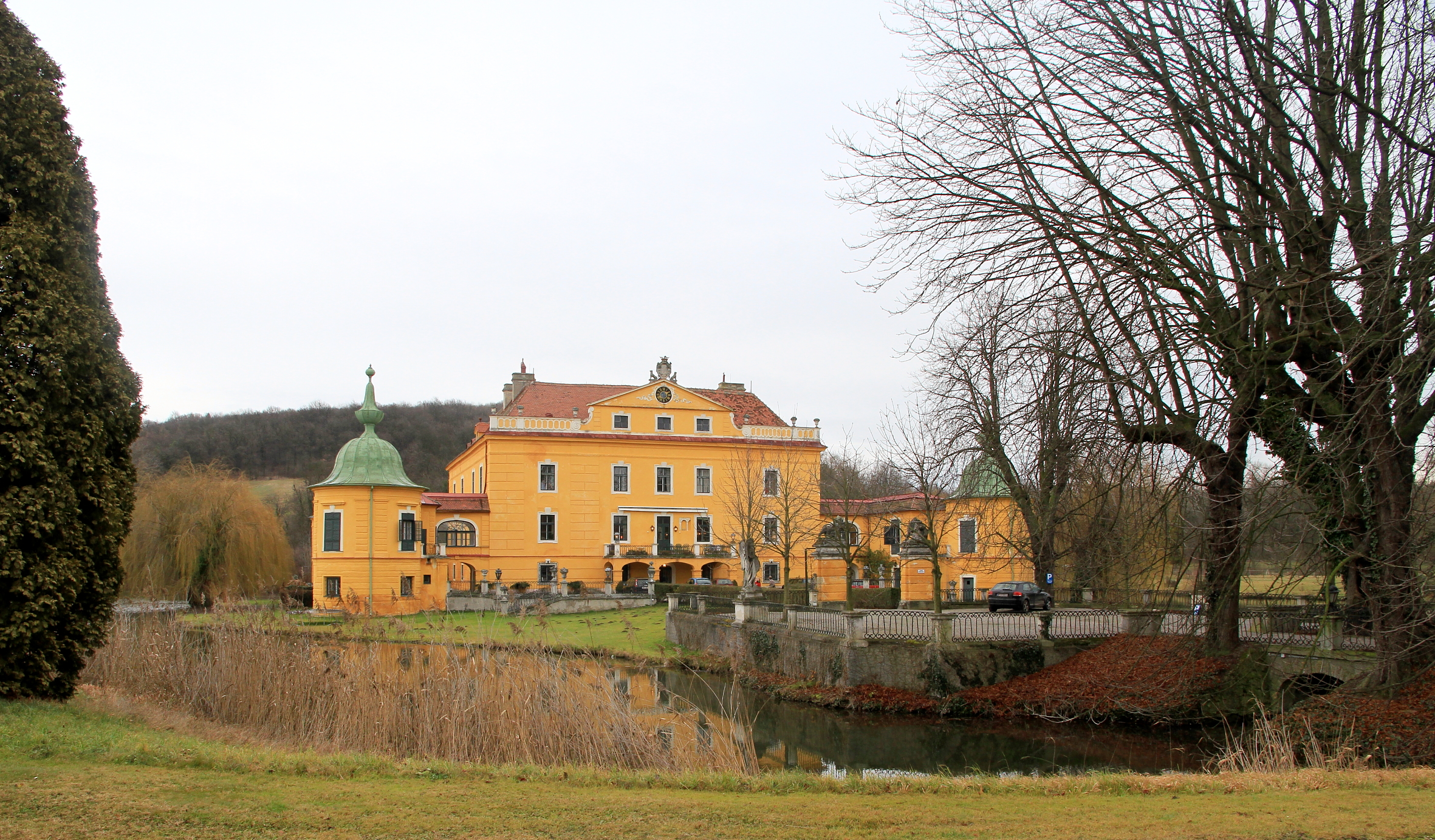
Frontseite